# 127810 Michaelwright
127810 Michaelwright este o planetă minoră (asteroid) din centura de asteroizi. A fost descoperită pe 28 martie 2003 la Catalina Station⁠(d) de Catalina Sky Survey. 
Obiectul prezintă o orbită caracterizată de o semiaxă mare de 2,3935264887363 UAi, o excentricitate de 0,12, o înclinație de 4,1 ° în raport cu ecliptica.